# Mojmír Stuchlík
Mojmír Stuchlík (* 30. Juni 1930 in Bitauchow; † 10. September 2016 ebenda) war ein tschechoslowakischer Skispringer.

## Werdegang
Der für den Verein TJ Dukla Liberec startende Stuchlík bestritt sein internationales Debüt beim Abschlussspringen der Vierschanzentournee 1955/56, welches wetterbedingt von Bischofshofen nach Hallein gelegt werden musste. Dabei stand er hinter dem Überraschungssieger Juri Skworzow als Zweiter auf dem Podium, (geteilt mit Rudolf Schweinberger). In der Gesamtwertung konnte er damit trotz nur eines bestrittenen Wettbewerbs mit 215 Punkten den 31. Platz erreichen.
Bei den folgenden Olympischen Winterspielen 1956 in Cortina d’Ampezzo erreichte Stuchlík nach zwei Sprüngen auf 74 Meter den 28. Platz von der Normalschanze. Bei seiner zweiten und letzten Vierschanzentournee 1956/57 bestritt Stuchlík noch einmal drei der vier Springen. Dabei landete er in keinem der Springen unter den Top 40 und beendete die Tournee so nur auf dem 37. Platz der Gesamtwertung.
Stuchlík starb im September 2016 in seinem Geburtsort Semily.

## Erfolge

### Vierschanzentournee-Platzierungen
| Saison  | Platz | Punkte |
| ------- | ----- | ------ |
| 1955/56 | 31.   | 215,0  |
| 1956/57 | 37.   | 516,0  |